# Jens Kloppmann
Jens Kloppmann (* 1969 in Witten) ist ein deutscher Konzeptkünstler. 

## Leben
Von 1994 bis 1998 studierte Kloppmann Freie Kunst an der Bauhaus-Universität Weimar und der Kunsthochschule Kassel. Seine bislang wichtigsten Ausstellungen waren Die andere Seite, 2006 in der Kunsthalle Fridericianum Kassel sowie Art, Live & Confusion, Oktober Salon Belgrad, 2006.
Kloppmann lebt in Berlin.

## Werk
Als künstlerische Arbeit nutzt Jens Kloppmann ausgewählte kollektive Erinnerungen, die er in Laubsägearbeiten, montierten Fotografien, Malerei, Skulpturen und aktionistischen Projekten kommentiert und in eine weitere, abstrakte Ebene überführt. Häufig haben seine Arbeiten einen historisch-politischen Hintergrund. Beispiele sind:
- Bonn ist nicht Weimar: In Anlehnung an das geflügelte Wort des Publizisten Fritz René Allemann, der die Weimarer Republik mit der Bonner Republik verglich, tauschte  Kloppmann jeweils zwei Ortseingangsschilder der Städte Bonn und Weimar aus, um den Satz auf seinen Inhalt zu hinterfragen.

- Im fotografischen Exil – Rache für Trotzki: Nachdem es Stalin gelungen war, seinen Konkurrenten Leo Trotzki zu verbannen, ließ er dessen Bild aus historischen Aufnahmen wegretuschieren. Während Stalin das Antlitz Trotzkis aus historischen Aufnahmen wegretuschieren ließ, montiert es Kloppmann in solche hinein.

- Diktatoren mit Tieren: In der Ikonografie von Herrschern wird den Abgebildeten mitunter ein Tier als Symbol der Stärke, List oder Tugend zur Seite gestellt. Die Serie zeigt fiktive Porträts von Diktatoren des 20. Jahrhunderts, die ebenfalls mit Tieren abgebildet, das Wesen der Abgebildeten kommentieren.

## Ausstellungen
- 1995 Weimar – Gefühlsecht, Galerie Unwahr, Berlin (Kat)2004
- 1996 Bonn ist nicht Weimar
- 1996 Lug und Trug, Oberösterreichische Kulturvermerke, A-Gmunden
- 1998 Phase 4, Künstlerhaus Stuttgart (mwk)
- 2000 My world is not enough, Museum Fridericianum, Kassel (mwk) (Kat)
- 2000 Ufo Strategien, Edith-Ruß_Haus, Oldenburg (mwk) (K)
- 2002 Im fotografischen Exil – Rache für Trotzki – Felsenmeer Museum Hemer
- 2002 Starfish, Eutropa-Projekt, Helsinki Zoo, Finnland
- 2002 Zwischenstopp, Kunsthallen Dampfzentrale, CH-Bern (mwk)
- 2004 Bad Kleinen Sommercamp, Juwel Palais, Berlin
- 2006 Art, Live & Confusion, Oktobersalon 2006, Belgrad
- 2006 Die andere Seite, Kunsthalle Fridericianum, Kassel (Kat)
- 2007 Bildhauer Symposion, Bad Salzhausen (Kat)
- 2008 Utopie des Raums, Kyrgyz National Museum of fine Arts, Bischkek, Kirgisistan